# Bandar Setia (Percut Sei Tuan)
Bandar Setia is een bestuurslaag in het regentschap Deli Serdang van de provincie Noord-Sumatra, Indonesië. Bandar Setia telt 20.575 inwoners (volkstelling 2010).